# Síndrome de Münchhausen per poders
La síndrome de Münchhausen per poders és un trastorn causat per un maltractament infantil per proximitat, en el qual un adult causa lesió, malaltia o desordre a un menor deliberadament, amb l'objecte de cridar l'atenció o aconseguir algun altre benefici personal.